# Élections municipales de 2014 à Strasbourg
Pour un article plus général, voir Élections municipales de 2014 dans le Bas-Rhin.

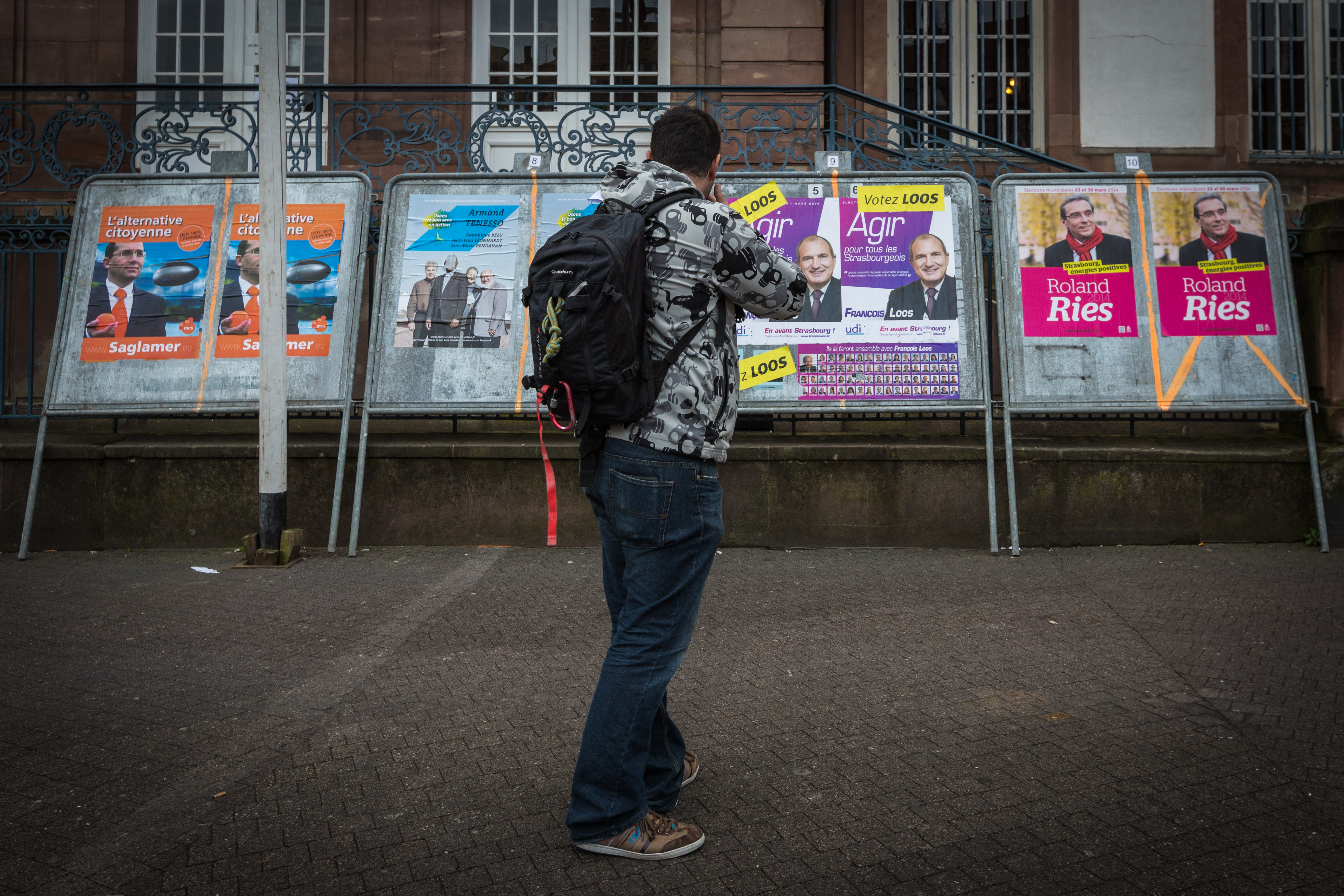
Panneaux électoraux devant l’Hôtel de Ville de Strasbourg.

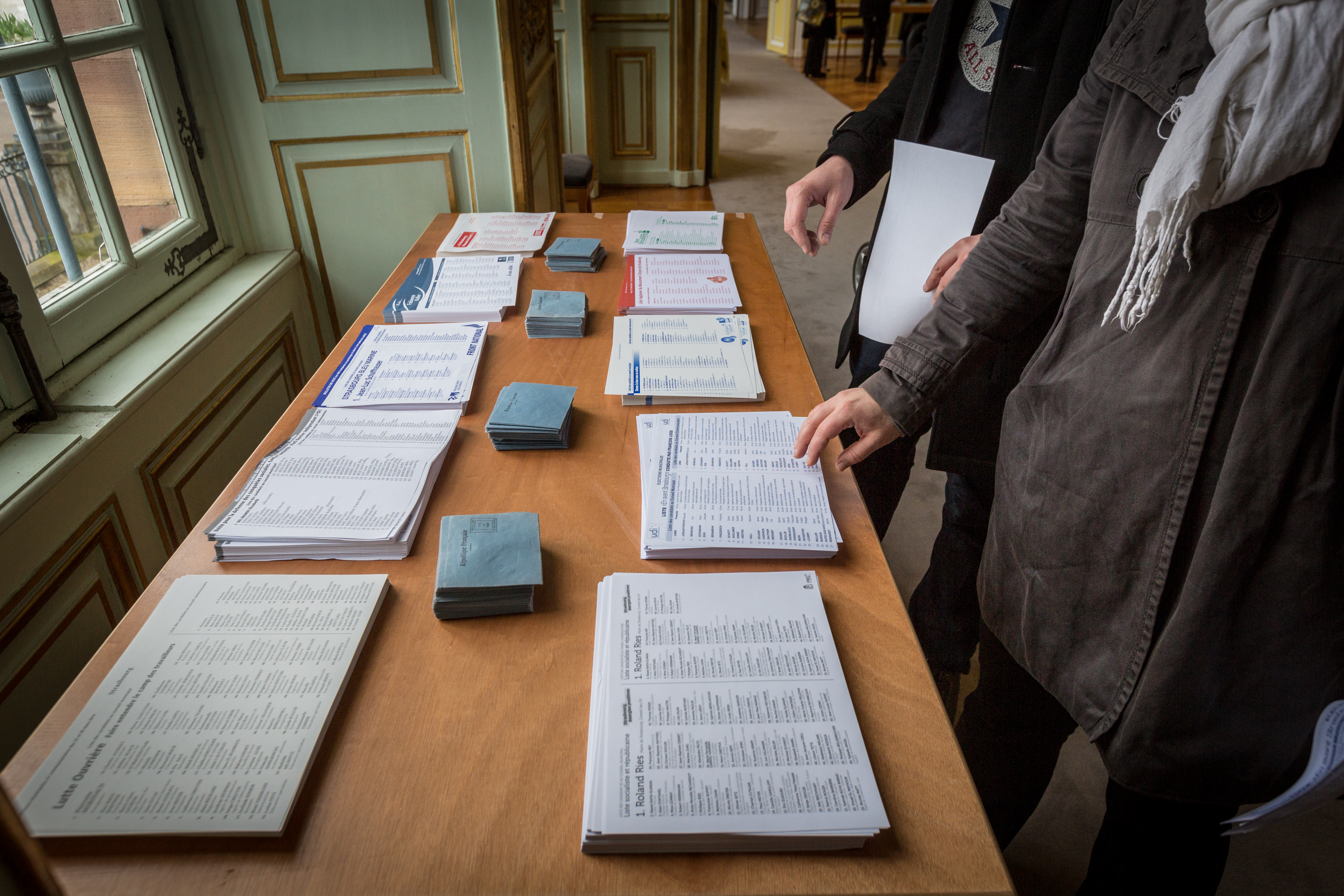
Les bulletins de vote du premier tour.

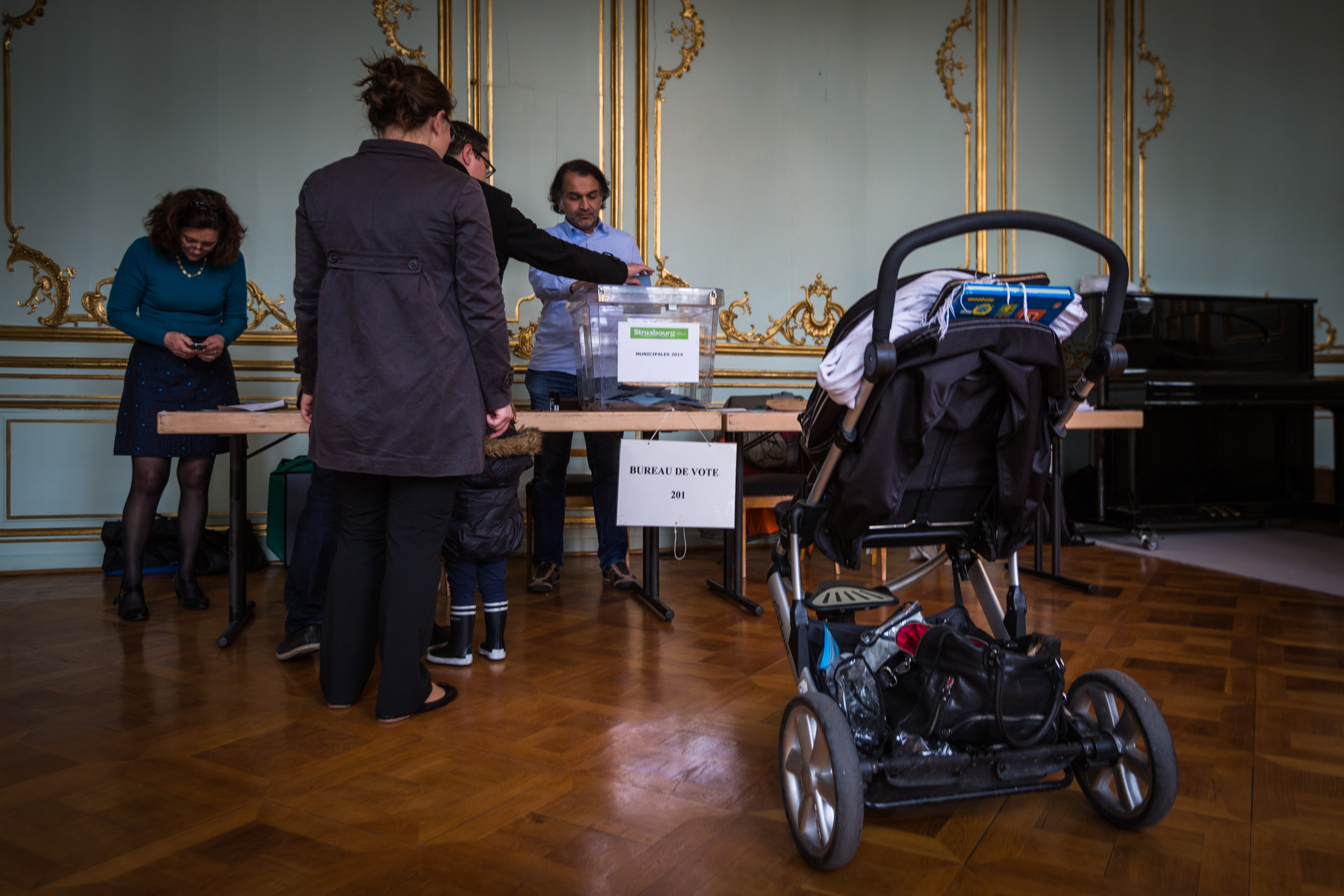
Vote en famille à l’Hôtel de Ville au premier tour.

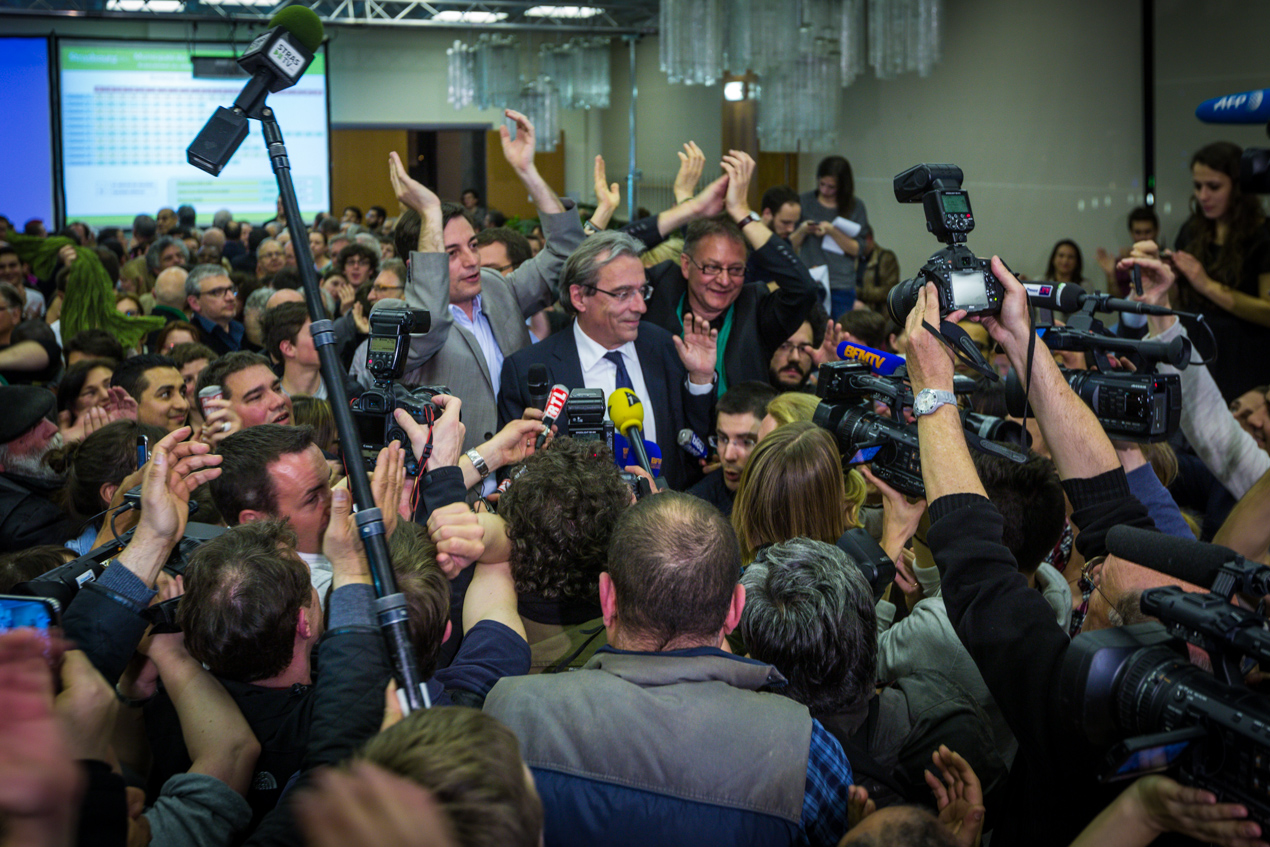
Roland Ries après la victoire du second tour.

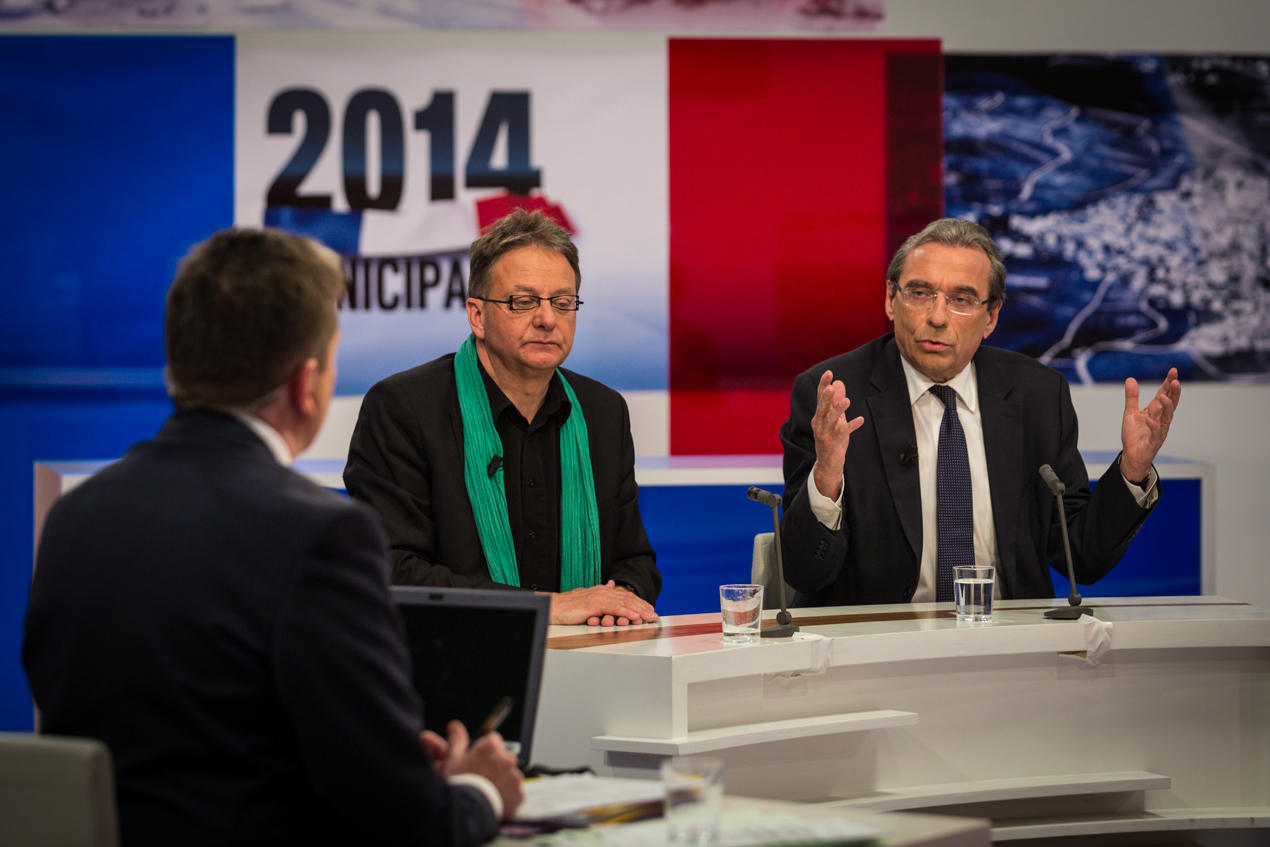
Alain Jund et Roland Ries à la soirée du second tour, France 3 Alsace le 30 mars 2014.

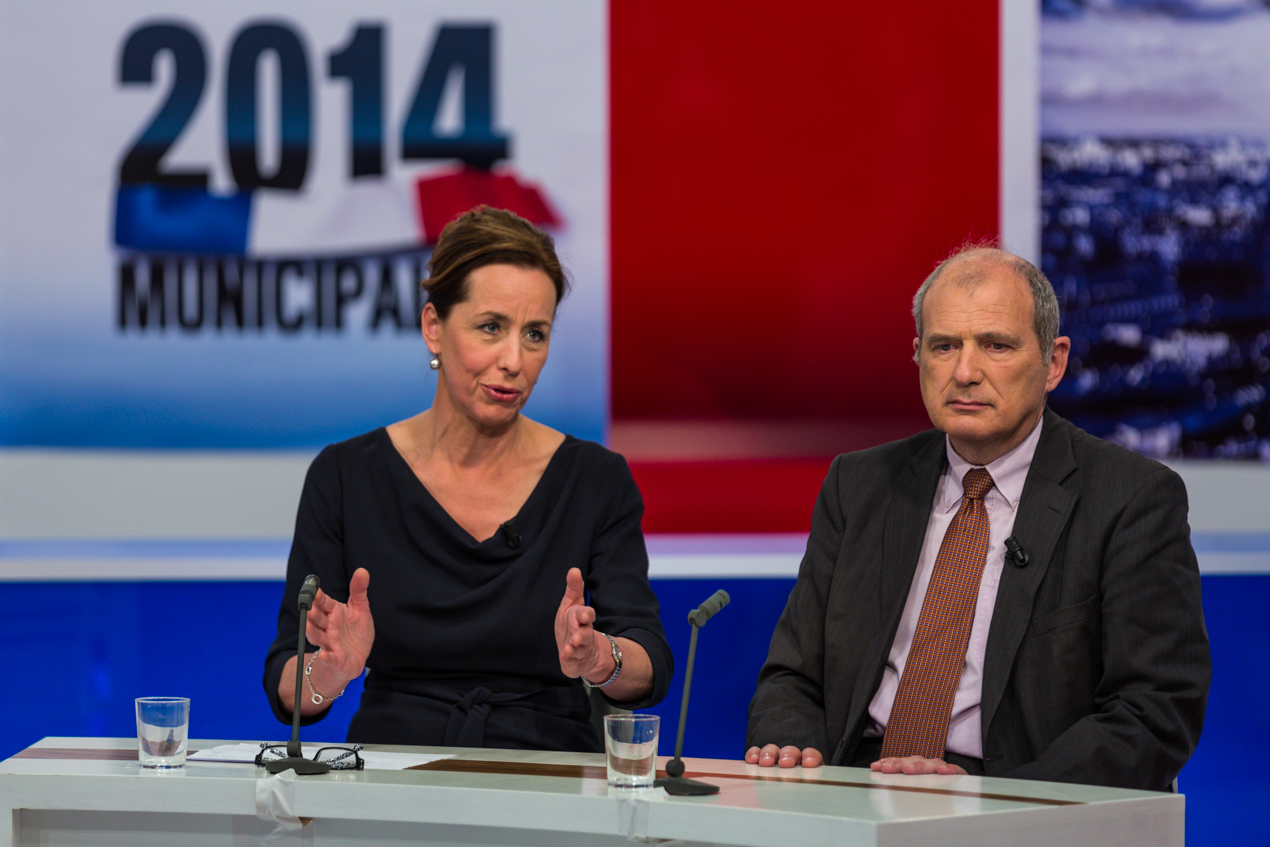
Fabienne Keller et François Loos à la soirée du second tour, France 3 Alsace le 30 mars 2014.

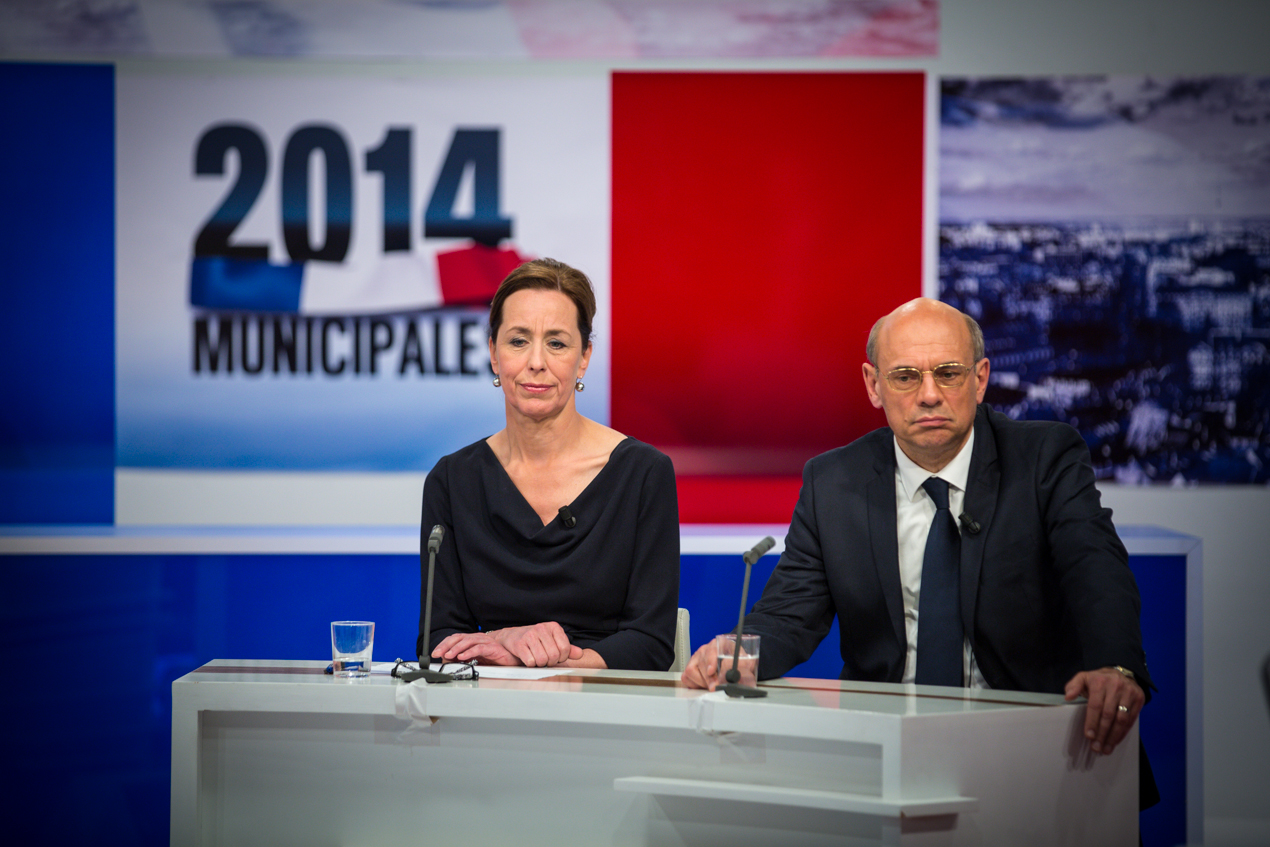
Fabienne Keller et Jean-Luc Schaffhauser à la soirée du second tour, France 3 Alsace le 30 mars 2014.

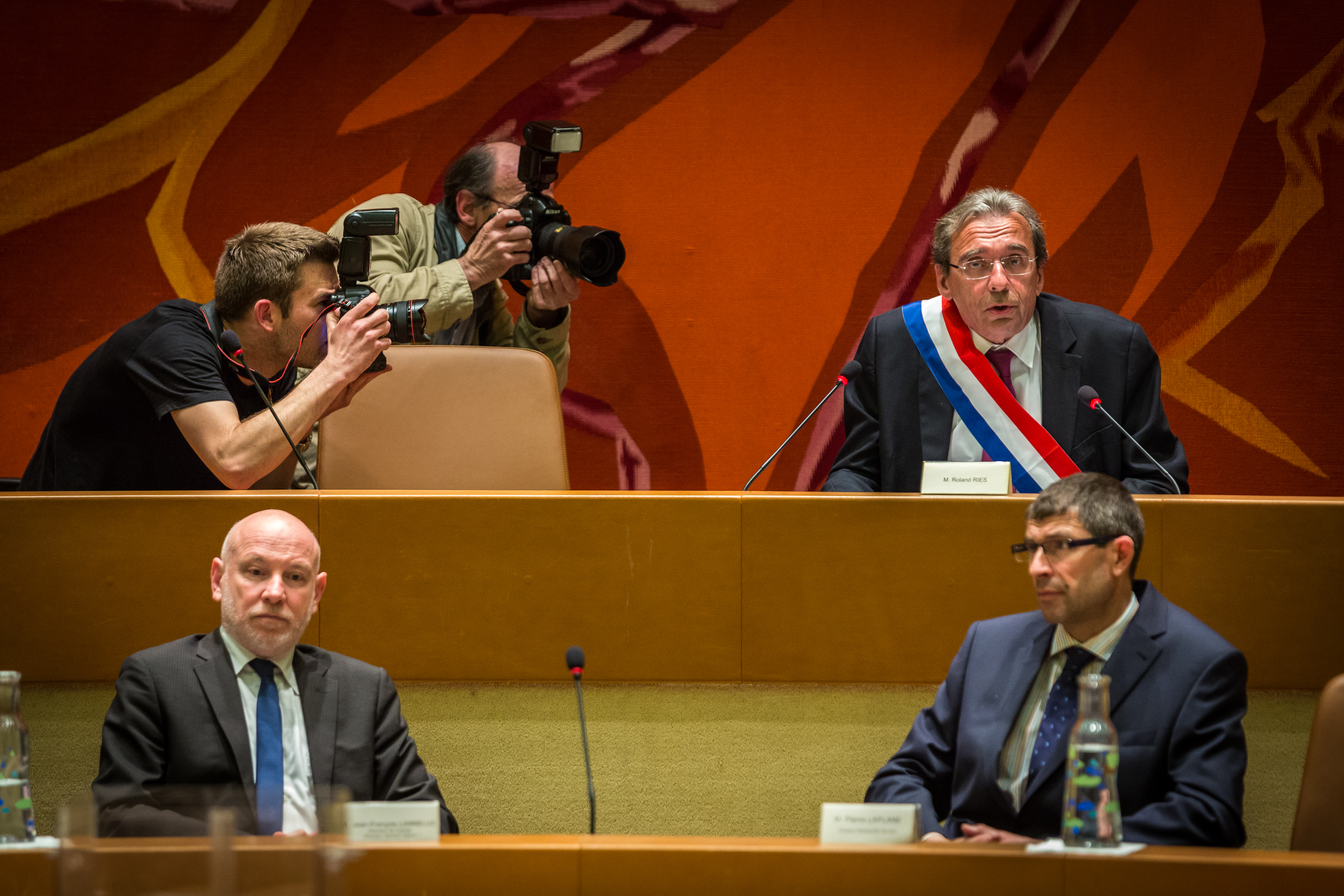
Roland Ries prononce son discours d’investiture.

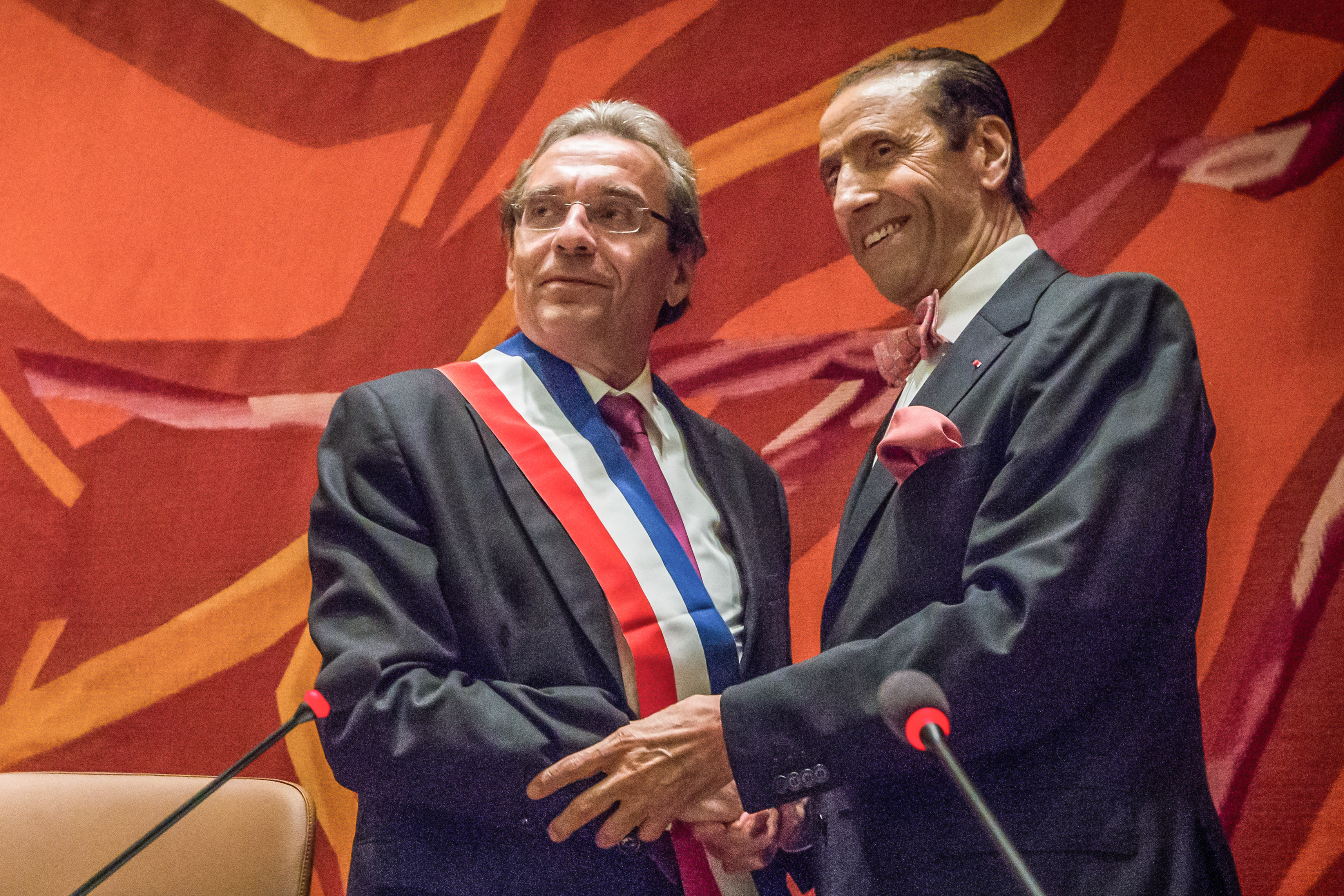
Le doyen d’âge du Conseil municipal, Abdelaziz Meliani, remet l’écharpe de maire de Strasbourg à Roland Ries le 5 avril 2014.

Les élections municipales ont eu lieu les 23 et 30 mars 2014 à Strasbourg.

## Mode de scrutin
Le mode de scrutin à Strasbourg est celui des villes de plus de 1 000 habitants : la liste arrivée en tête obtient la moitié des 65 sièges du conseil municipal. Le reste est réparti à la proportionnelle entre toutes les listes ayant obtenu au moins 5 % des suffrages exprimés. Un deuxième tour est organisé si aucune liste n'atteint la majorité absolue et au moins 25 % des inscrits au premier tour. Seules les listes ayant obtenu aux moins 10 % des suffrages exprimés peuvent s'y présenter. Les listes ayant obtenu au moins 5 % des suffrages exprimés peuvent fusionner avec une liste présente au second tour.

## Candidats et résultats
- Maire sortant : Roland Ries (PS)
- 65 sièges à pourvoir (population légale 2011 : 272 222 habitants)

| Tête de liste            | Tête de liste         | Liste          | Premier tour | Premier tour | Second tour | Second tour | Sièges | Sièges |
| Tête de liste            | Tête de liste         | Liste          | Voix         | %            | Voix        | %           | CM     | CC     |
| ------------------------ | --------------------- | -------------- | ------------ | ------------ | ----------- | ----------- | ------ | ------ |
|                          | Roland Ries *         | PS             | 22 206       | 31,24        | 36 623      | 46,96       | 48     | 35     |
|                          | Alain Jund            | EELV           | 6 059        | 8,52         | 36 623      | 46,96       | 48     | 35     |
|                          | Fabienne Keller       | UMP-MoDem      | 23 404       | 32,92        | 35 114      | 45,02       | 15     | 11     |
|                          | François Loos         | UDI            | 5 371        | 7,55         | 35 114      | 45,02       | 15     | 11     |
|                          | Jean-Luc Schaffhauser | FN             | 7 779        | 10,94        | 6 243       | 8,00        | 2      | 1      |
|                          | Jean-Claude Val       | FDG ( PG-PCF)  | 2 819        | 3,96         |             |             |        |        |
|                          | Tuncer Saglamer       | DIV            | 1 870        | 2,63         |             |             |        |        |
|                          | Armand Tenesso        | USD            | 771          | 1,08         |             |             |        |        |
|                          | Pierrette Morinaud    | LO             | 519          | 0,73         |             |             |        |        |
|                          | Elisabeth Del Grande  | POI            | 283          | 0,39         |             |             |        |        |
|                          |                       |                |              |              |             |             |        |        |
| Inscrits                 | Inscrits              | Inscrits       | 145 864      | 100,00       | 145 867     | 100,00      |        |        |
| Abstentions              | Abstentions           | Abstentions    | 73 398       | 50,32        | 66 046      | 45,28       |        |        |
| Votants                  | Votants               | Votants        | 72 466       | 49,68        | 79 821      | 54,72       |        |        |
| Blancs et nuls           | Blancs et nuls        | Blancs et nuls | 1 385        | 1,91         | 1 841       | 2,31        |        |        |
| Exprimés                 | Exprimés              | Exprimés       | 71 081       | 98,09        | 77 980      | 97,69       |        |        |
| * Liste du maire sortant |                       |                |              |              |             |             |        |        |

## Élus au conseil municipal et au conseil de la communauté urbaine de Strasbourg
Les élus au conseil de la communauté urbaine figurent en gras.
Liste Roland Ries, 36 623 voix (46,96 %) - 48 sièges : Roland Ries, Nawel El Mrini, Alain Fontanel, Mine Günbay, Alain Jund, Anne-Pernelle Richardot, Robert Herrmann, Françoise Buffet, Philippe Bies, Marie-Dominique Dreyssé, Mathieu Cahn, Nicole Dreyer, Olivier Bitz, Chantal Cutajar, Éric Schultz, Camille Gangloff, Paul Meyer, Jeanne Barseghian, Éric Elkouby, Catherine Trautmann, Serge Oehler, Ada Reichhart, Abdelkarim Ramdane, Caroline Barrière, Patrick Roger, Souad El Maysour, Syamak Agha Babaei, Édith Peirotes, Nicolas Matt, Françoise Bey, Jean-Baptiste Mathieu, Françoise Schaetzel, Jean-Baptiste Gernet, Christel Kohler, Alexandre Feltz, Martine Jung, Henri Dreyfus, Maria Fernanda Gabriel Hanning, Jean Werlen, Annick Neff, Christian Spiry, Françoise Werckmann, Luc Gillmann, Suzanne Kempf, Michaël Schmidt, Michèle Seiler, Jean-Jacques Gsell, Mina Bezzari, Abdelaziz Meliani.
Liste Fabienne Keller, 35 114 voix (45,03 %) - 15 sièges : Fabienne Keller, François Loos, Bornia Tarall, Pascal Mangin, Catherine Balouka, Jean-Philippe Maurer, Catherine Zuber, Jean-Emmanuel Robert, Laurence Vaton, Jean-Philippe Vetter, Martine Calderoli-Lotz, Éric Senet, Pascale Jurdant-Pfeiffer, Thomas Rémond, Elsa Schalck.
Liste Jean-Luc Schaffhauser, 6 243 voix (8,01 %) - 2 sièges : Jean-Luc Schaffhauser (démissionne en 2019, remplacé par Andréa Didelot), Julia Abraham.
La non-élection comme eurodéputée de Catherine Trautmann va amener un remaniement au sein des vice-présidences de la CUS et des adjoints de la ville de Strasbourg, Souad El Maysour récupère un poste d'adjoint à la ville et cède  son poste de vice-présidente de la CUS à Catherine Trautmann.

### Maire

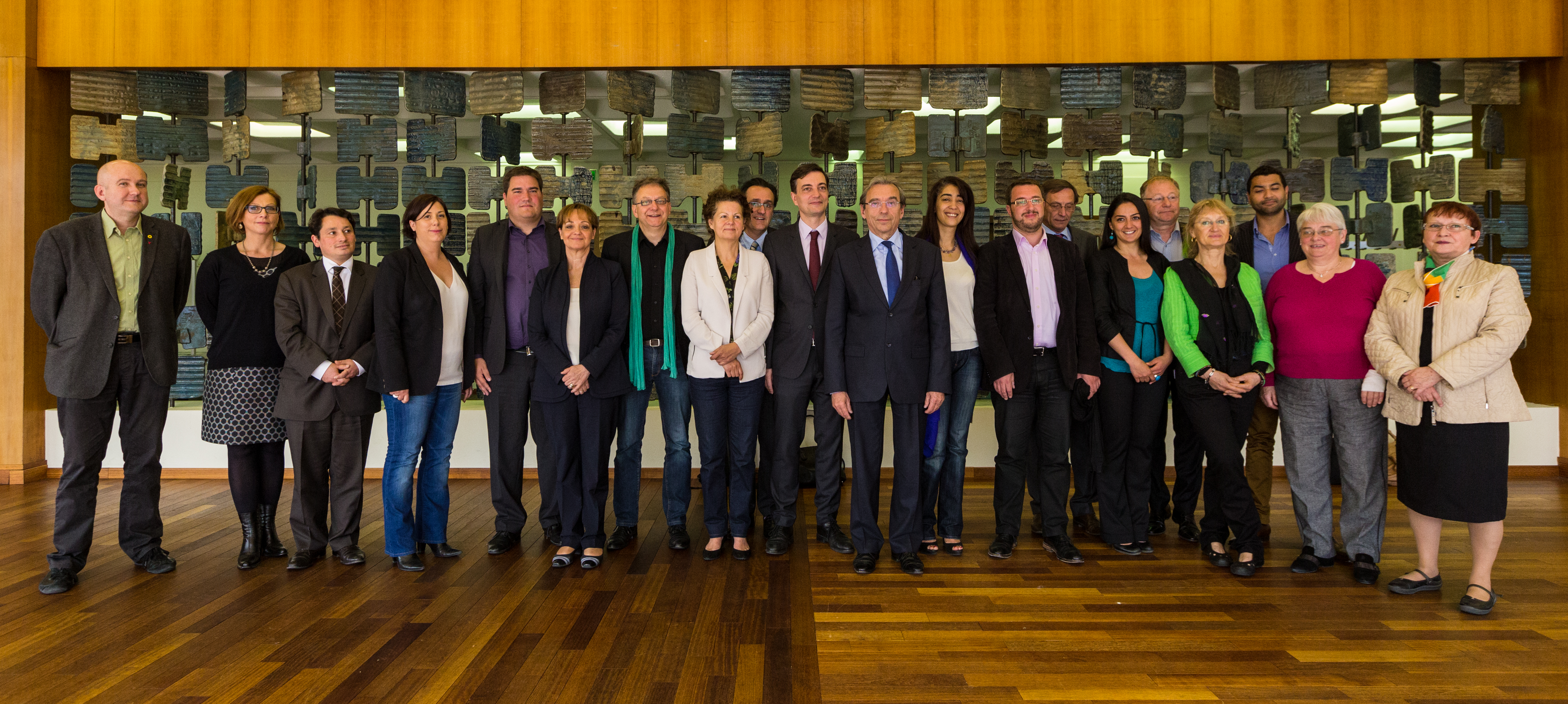
Le maire de Strasbourg et ses adjoints.

Roland Ries, maire sortant PS a été réélu avec 48 voix sur 65 lors de la séance d’installation du conseil municipal de Strasbourg qui a eu lieu le 5 avril 2014.
La séance a été présidée par M. Abdelaziz Meliani, doyen d’âge du conseil municipal et vice-président de la Communauté urbaine de Strasbourg.

#### Adjoints et adjointes au maire
| Conseiller municipal    | Parti politique | Poste        | Délégations,                                                           |
| ----------------------- | --------------- | ------------ | ---------------------------------------------------------------------- |
| Alain Fontanel          | PS              | 1er adjoint  | coordination de la municipalité, culture et patrimoine, marché de Noël |
| Nawel Rafik-Elmrini     | PS              | 2e adjointe  | relations internationales                                              |
| Mathieu Cahn            | PS              | 3e adjoint   | événementiel, vie urbaine et quartier Meinau                           |
| Françoise Buffet        | PS              | 4e adjointe  | éducation                                                              |
| Alain Jund              | EELV            | 5e adjoint   | urbanisme et transition énergétique                                    |
| Mine Günbay             | PS              | 6e adjointe  | droit des femmes, démocratie locale et participation citoyenne         |
| Robert Herrmann         | PS              | 7e adjoint   | sécurité, domaine public et quartier centre                            |
| Chantal Cutajar         | PS              | 8e adjointe  | marchés publics                                                        |
| Olivier Bitz            | PS              | 9e adjoint   | finances et quartier Conseil des XV-Esplanade-Krutenau                 |
| Nicole Dreyer           | PS              | 10e adjointe | famille et petite enfance et quartier de la Robertsau                  |
| Serge Oehler            | PS              | 11e adjoint  | sport et quartier Hautepierre-Cronenbourg-Poteries-Hohberg             |
| Pernelle Richardot      | PS              | 12e adjointe | circulation, éclairage public et quartier Neudorf                      |
| Éric Elkouby            | PS              | 13e adjoint  | tourisme et quartier Montagne Verte-Koenigshoffen-Elsau                |
| Marie-Dominique Dreyssé | EELV            | 14e adjointe | solidarités                                                            |
| Paul Meyer              | PS              | 15e Adjoint  | numérique et quartier gare                                             |
| Annick Neff             | PS              | 16e Adjointe | quartier Neuhof                                                        |
| Alexandre Feltz         | PS              | 17e Adjoint  | santé publique et environnementale                                     |
| Christel Kohler         | PS              | 18e Adjointe | ville en nature et ville nourricière                                   |
| Éric Schultz            | SE              | 19e Adjoint  | état civil et mission des temps                                        |
| Souad El Maysour        | PS              | 20e Adjoint  | lecture publique                                                       |